# Léon Skrbenský Hríste
Léon Skrbenský Hríste (tudi Lev Skrbenský z Hříště), češki rimskokatoliški duhovnik, škof in kardinal, * 12. junij 1863, Hukovice, † 24. december 1938, Dlouhá Loučka, Češka.

## Življenjepis
7. julija 1889 je prejel duhovniško posvečenje.
14. decembra 1899 je bil imenovan za nadškofa Prage; 6. januarja 1900 je prejel škofovsko ustoličenje in 14. januarja istega leta je bil ustoličen.
15. aprila 1901 je bil povzdignjen v kardinala in imenovan za kardinal-duhovnika S. Stefano al Monte Celio.
18. januarja 1916 je bil imenovan za nadškofa Olomouca; potrjen je bil 5. maja istega leta.
Upokojil se je 6. julija 1920.